# Rue Real
La Calle Real (en galicien : Rúa Real, ou « Rue royale » en français) est une rue de la ville espagnole de Pontevedra située dans le centre historique de la ville.

## Situation
La Rue Real suit un axe nord-sud et se situe entre la Place Celso García de la Riega, tout près du pont du Bourg, et la Place Curros Enríquez.

## Histoire
La rue trouve son origine dans le tracé de l'ancienne voie romaine XIX de l'itinéraire d'Antonin, dont les vestiges se trouvent sous la chaussée actuelle. Des siècles plus tard, au Moyen Âge, la rue est devenue une voie de passage sur le chemin portugais de Saint-Jacques, lorsque les pèlerinages ont commencé,.
À partir de 1397 et au cours des siècles suivants, la rue était connue sous le nom de Rúa do Rego (rue de la Rigole), en raison du fait qu'elle recueillait l'eau en abondance dans une rigole centrale, y compris celle qui s'écoulait de l'endroit où se trouve la fontaine des Tornos. En 1840, elle s'appelait déjà Rue Real. En 1843, elle s'appelait rue Padilla. Ce fut l'une des premières rues de Pontevedra à être pavée entre les années 1850 et 1860, et en 1872, la fontaine pyramidale des Tornos a été installée au milieu de la rue.
Au début du XXe siècle, la rue Real était l'une des principales rues de la ville en raison de la fréquentation, car elle constituait un arrêt obligatoire à la sortie de la ville vers le nord, et en raison de sa vie commerciale et de ses nombreux magasins. En 1931, elle a pris le nom de rue Pi y Margall avant de retrouver son nom traditionnel.

## Description
Il s'agit d'une rue piétonne pavée de 200 mètres de long, en pente descendante vers le nord, au cœur de la vieille ville de Pontevedra, qui relie la Place Celso García de la Riega, en passant par le côté est de la Place de Teucros, à la Place Curros Enríquez. Sa largeur moyenne est de 3,70 mètres.
Le centre de la chaussée de la rue Real est délimité par une ligne de petites lumières bleues qui indiquent le tracé du Chemin des pèlerins portugais de Saint-Jacques-de-Compostelle. Au centre de la rue se trouve la Fontaine des Tornos. Il s'agit d'une fontaine néoclassique en forme de pyramide, construite en granit en 1872. Elle a remplacé une autre fontaine du XVIe siècle qui avait la forme d'une poire et se terminait par une pomme de pin.
Sur le côté ouest de la place de Teucros, en face du Pazo du Marquis d'Aranda, il y a une fontaine monumentale construite en 1970, attachée au mur qui entoure la place et qui comble la différence de niveau avec la rue Real.
La rue Real est l'une des rues les plus commerçantes du centre historique de la ville et un point de référence pour le commerce traditionnel. On y trouve des établissements traditionnels tels que la Ferreteria Gallega (Quincaillerie galicienne), ouverte en 1947, le magasin de paniers en osier Cestigar, le magasin de maroquinerie Casa Bravo, l'épicerie Ultramarinos Diego Lores (ouverte dans les années 1920) et le tailleur Tres Rías, ouvert en 1972,,,,,. D'autres magasins très populaires ont fini par fermer, comme l'épicerie Ultramarinos El Cisne (fondée en mars 1941 et fermée en octobre 2021),.
La rue abrite également des restaurants emblématiques comme la crêperie Cre-Cottê et un hôtel de charme, le Boa Vila, qui a ouvert ses portes en 2009,,.

## Bâtiments remarquables
Aux numéros 1 et 3 de la rue Real, ce qui reste de l'ancien Pazo des Comtes de San Román du XVIIe siècle, qui était le plus grand palais de la ville et dont la façade principale donnait sur la Place Curros Enríquez, fait partie des maisons actuelles.
Au numéro 10, face à la Place de Teucros, se trouve le Pazo du Marquis d'Aranda (maire du Royaume de Galice). Il date du début du XVIIIe siècle et possède une tour crénelée (à l'origine, il y avait deux tours crénelées à ses extrémités) et un blason sur sa grande façade avec les seules figures de deux tenants de chaque côté dans un blason de la ville.

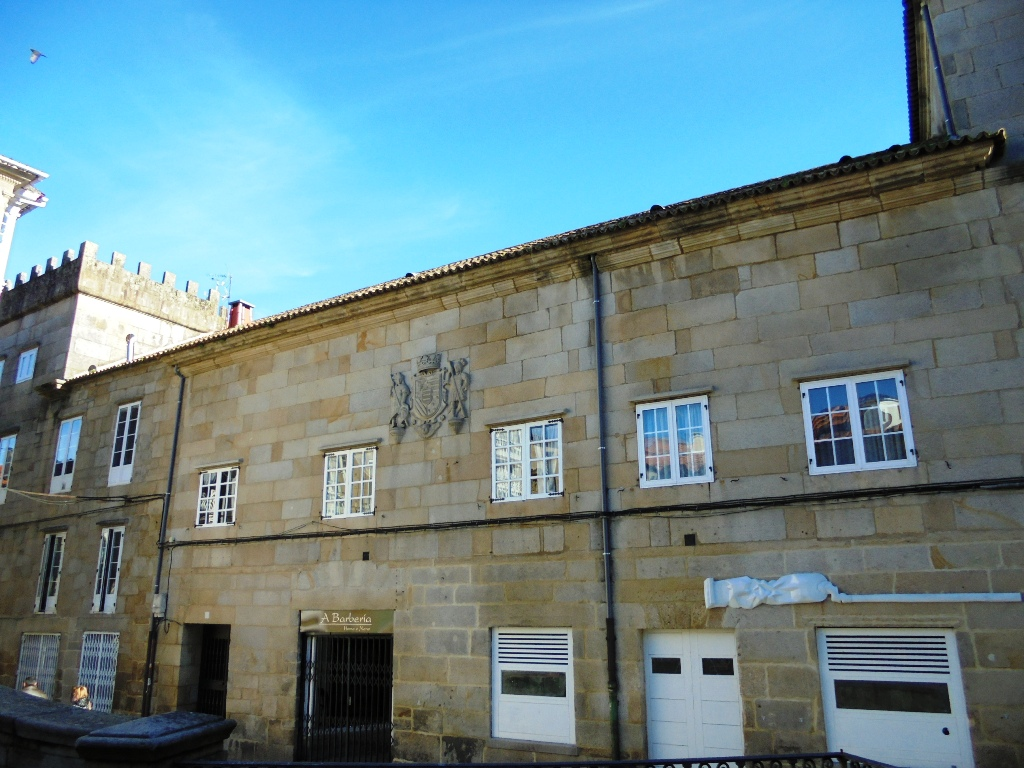
Pazo du Marquis d'Aranda

Au numéro 28 de la rue se trouve l'ancien Hôtel particulier des ducs d'Oleiros. Datant du XIIe siècle, c'est le troisième bâtiment le plus ancien de la ville. Il a appartenu aux ducs d'Oleiros, puis à la famille Castiñeira. Le rez-de-chaussée était une cave à vin et un espace de service pour les domestiques, et abritait également d'anciennes écuries. Il a conservé les grilles qui le séparaient de la cour, d'où l'on tirait la lumière car il n'y avait qu'une seule fenêtre. Au premier étage se trouvait la chapelle et au deuxième étage le logement de la famille noble. Aujourd'hui, le rez-de-chaussée abrite la crêperie Cre-Cottê.
Au numéro 30 se trouve la Maison des Ozores, qui appartenait à l'origine au fils de Pedro Barbeito y Padrón, de la noble famille Barbeito. Elle est d'architecture baroque avec deux balcons au premier étage, mais d'origine Renaissance. Sa façade est ornée de dix bustes ou têtes, tout comme la Maison des têtes de la même famille noble, située sur la Place de l'Étoile, à côté de la Place de la Herrería. Entre les deux balcons, elle présente des armoiries du XVIIe siècle avec des lambrequins, un casque et un panache. Neuf lignées y sont représentées : Barbeito (château d'où sort un chien), Padrón (grande colonne ou pierre et deux coquilles Saint-Jacques), Vega de León (tour), Falcón (bras tenant un faucon), Montenegro (M avec couronne), Cru (arbre et deux agneaux), Navarro ou Lera (pièces comme des cloches alignées), Mariño (trois vagues surmontées d'une coquille Saint-Jacques) et Salazar (treize étoiles). Au rez-de-chaussée de la maison se trouve la célèbre quincaillerie Ferretería Gallega.
Au bout de la partie basse de la rue, à l'angle de la Place Celso García de la Riega et tout près du pont du Bourg, se trouve la Maison du Vieux Courrier, d'origine gothique, qui se distingue par sa façade principale avec une entrée en arc en anse de panier, un alfiz le long de la façade et un blason aux armes des familles Ibaizábal, Villegas, Aldao et Salazar, et un autre blason carré plus petit sur la façade latérale de la rue Real, aux armes de la famille Murga. Il s'agit de l'une des plus anciennes maisons de la ville, qui a appartenu aux familles Ibaizábal et Murga. La maison servait de bureau pour la distribution du courrier à Pontevedra.

## Galerie

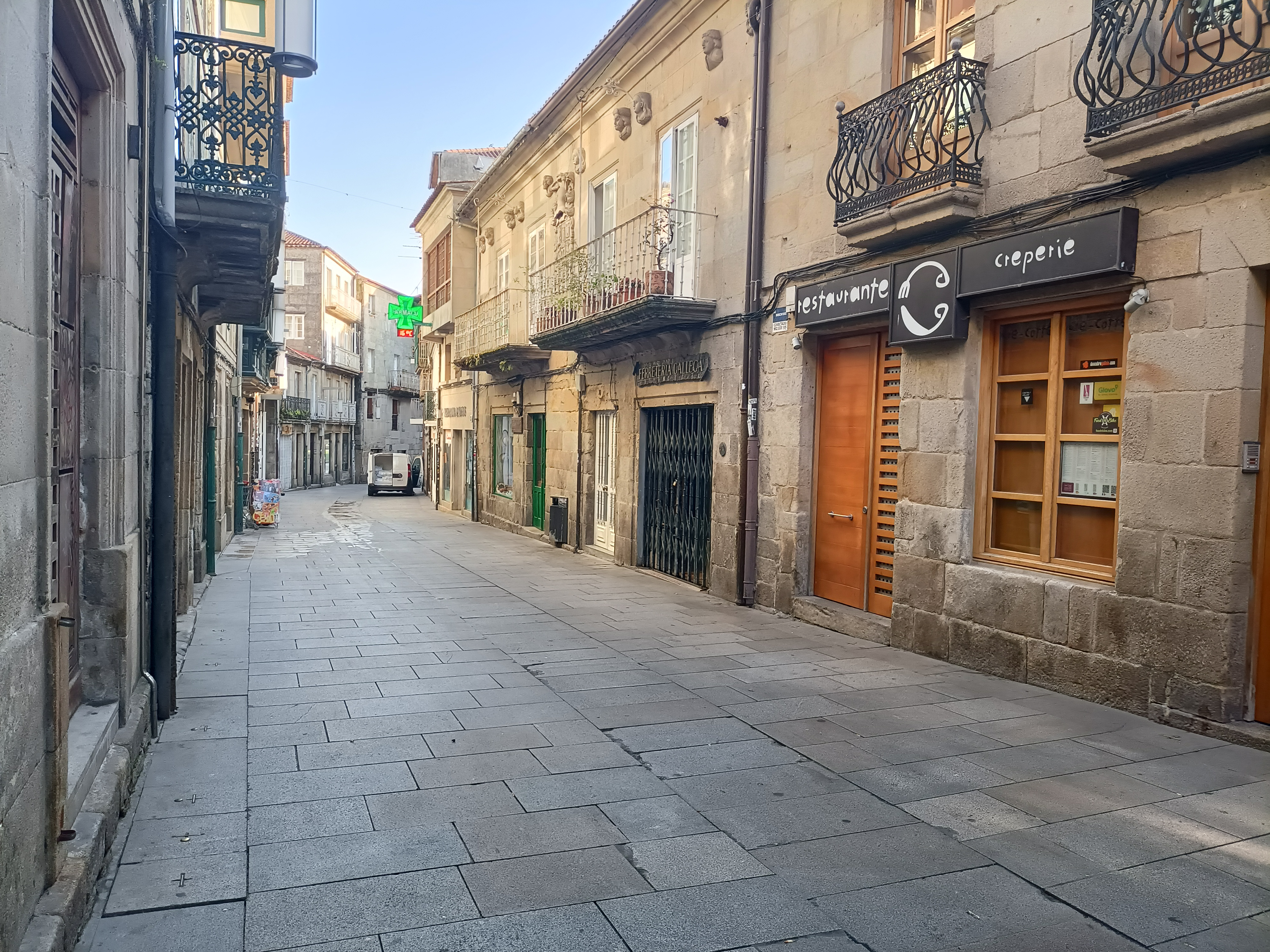
Rue Real
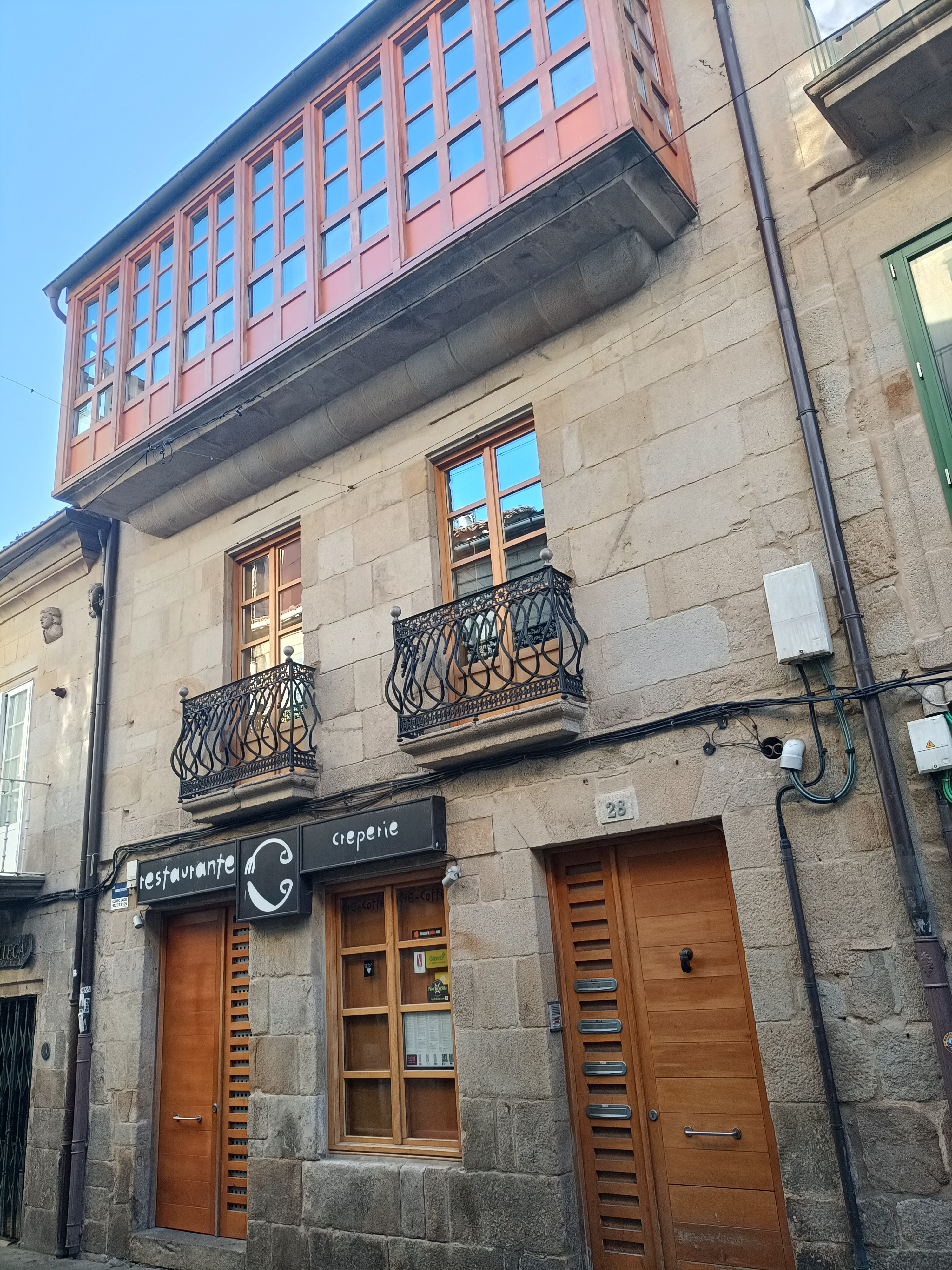
Hôtel des Ducs d'Oleiros
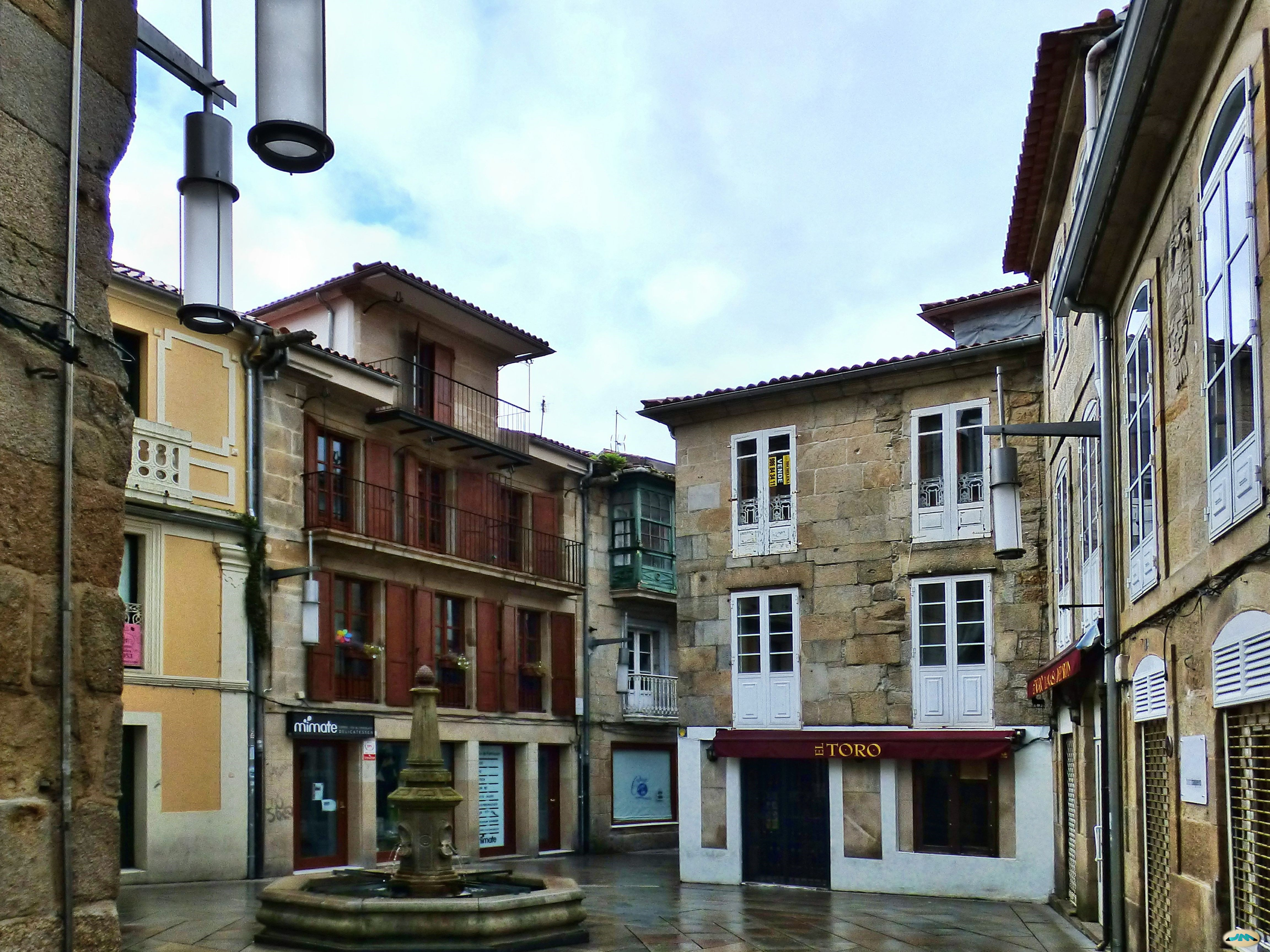
Fontaine des Tornos
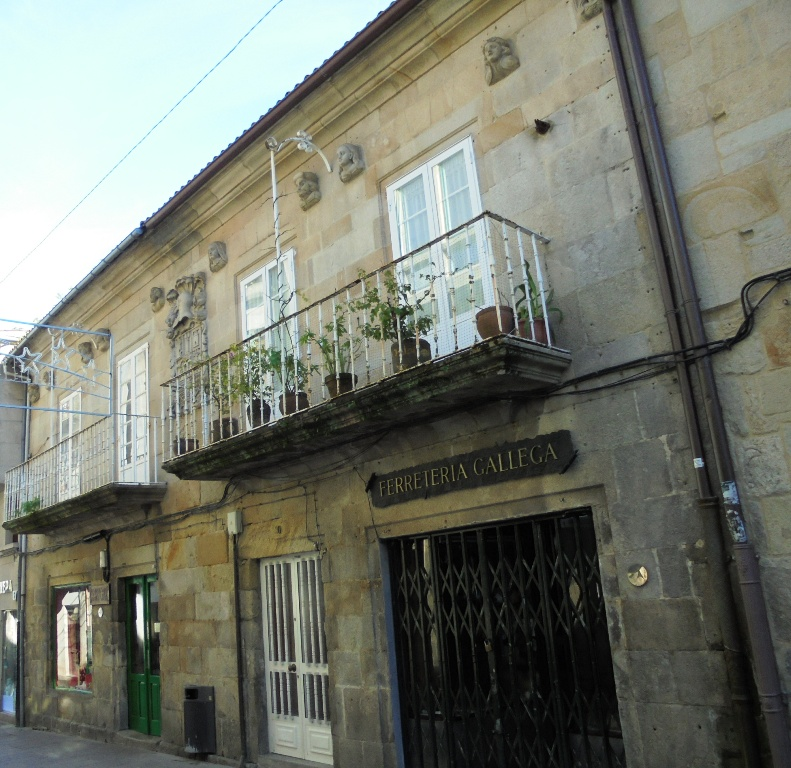
Maison des Ozores
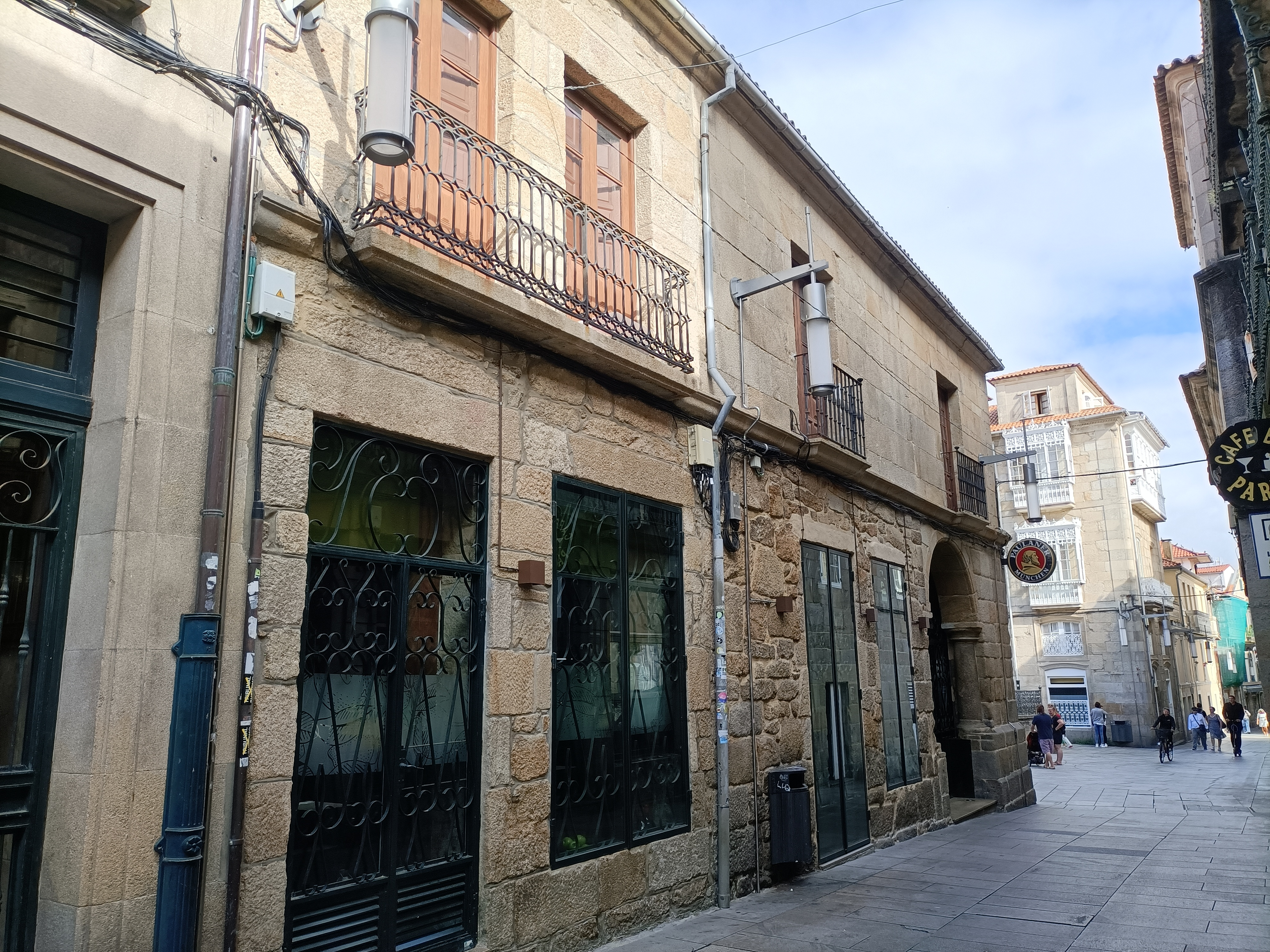
Vestiges du manoir des comtes de San Román
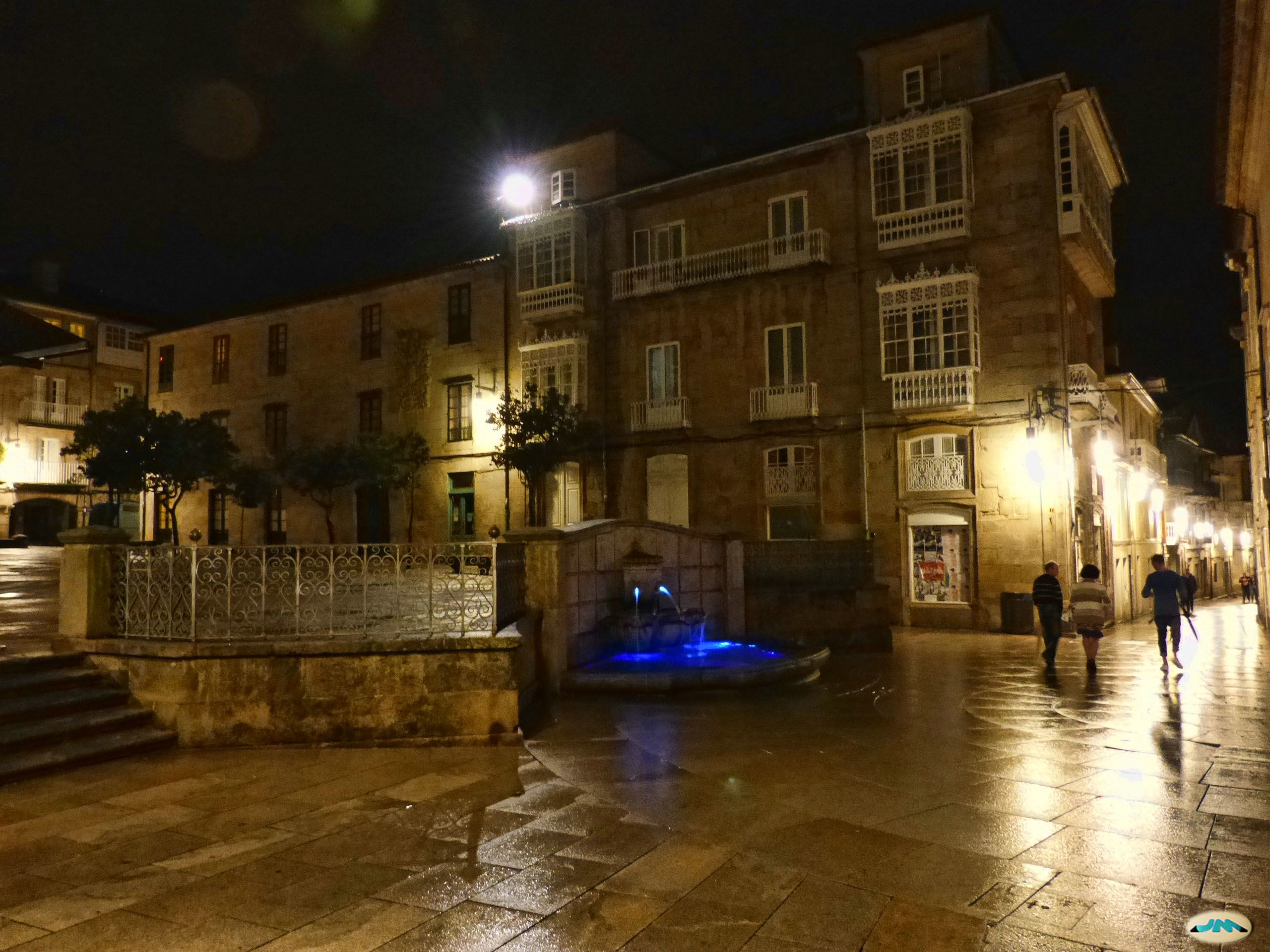
Fontaine monumentale
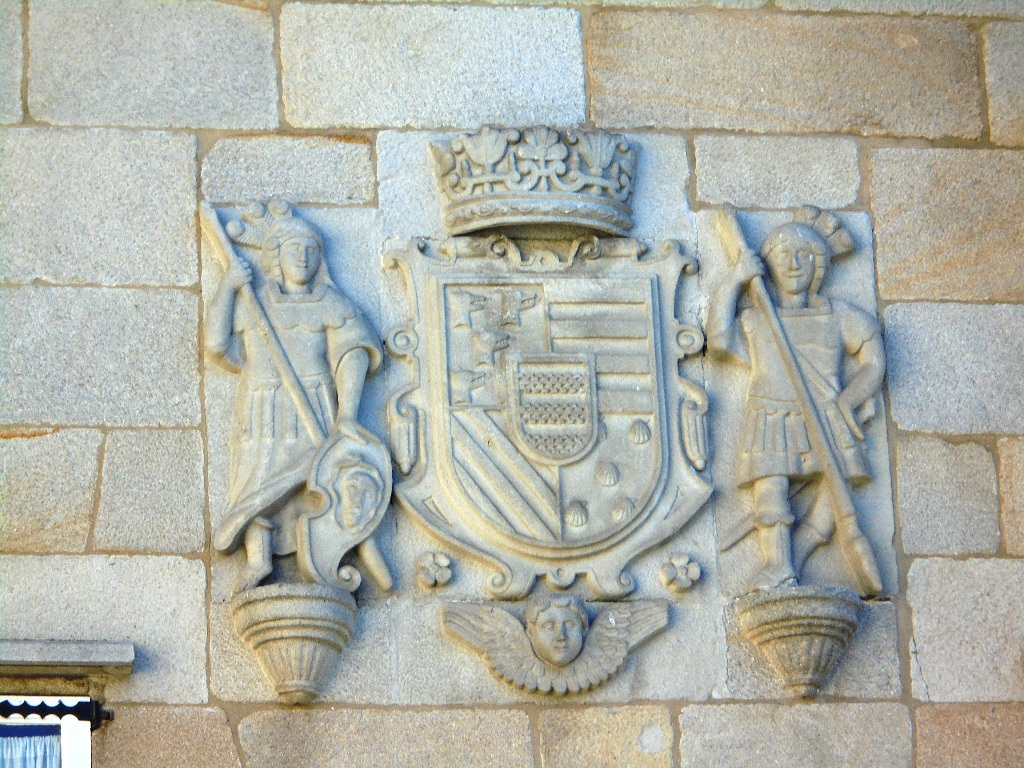
Armoiries avec des tenants du pazo du Marquis d'Aranda
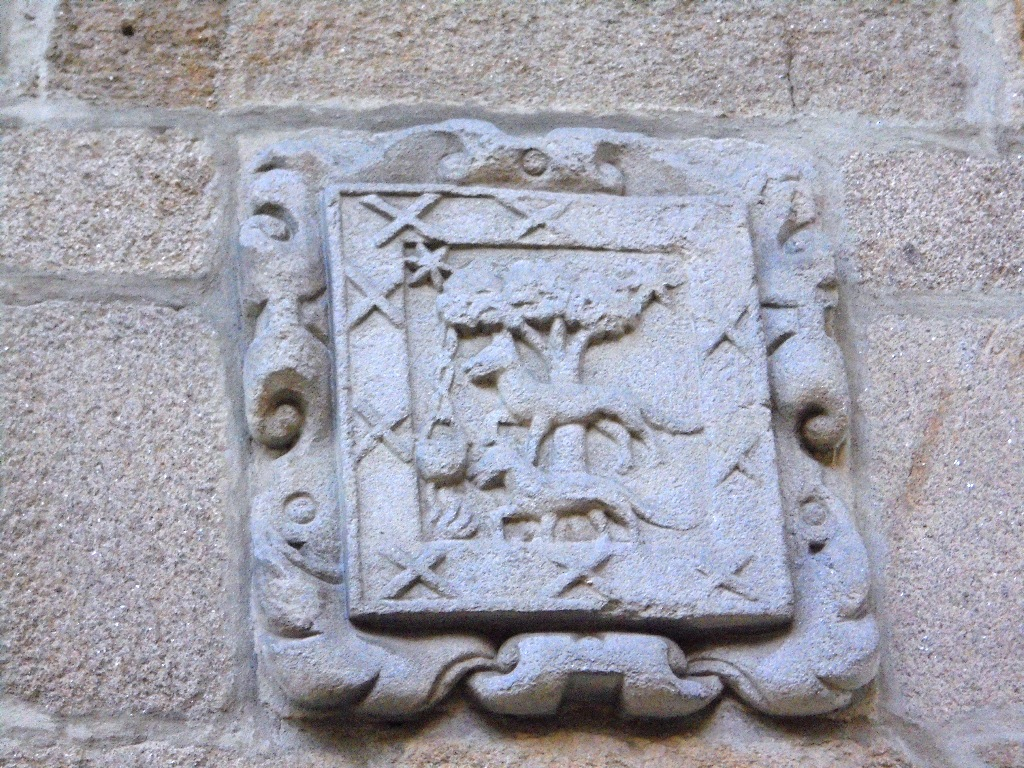
Armoiries de la Maison du Vieux Courrier
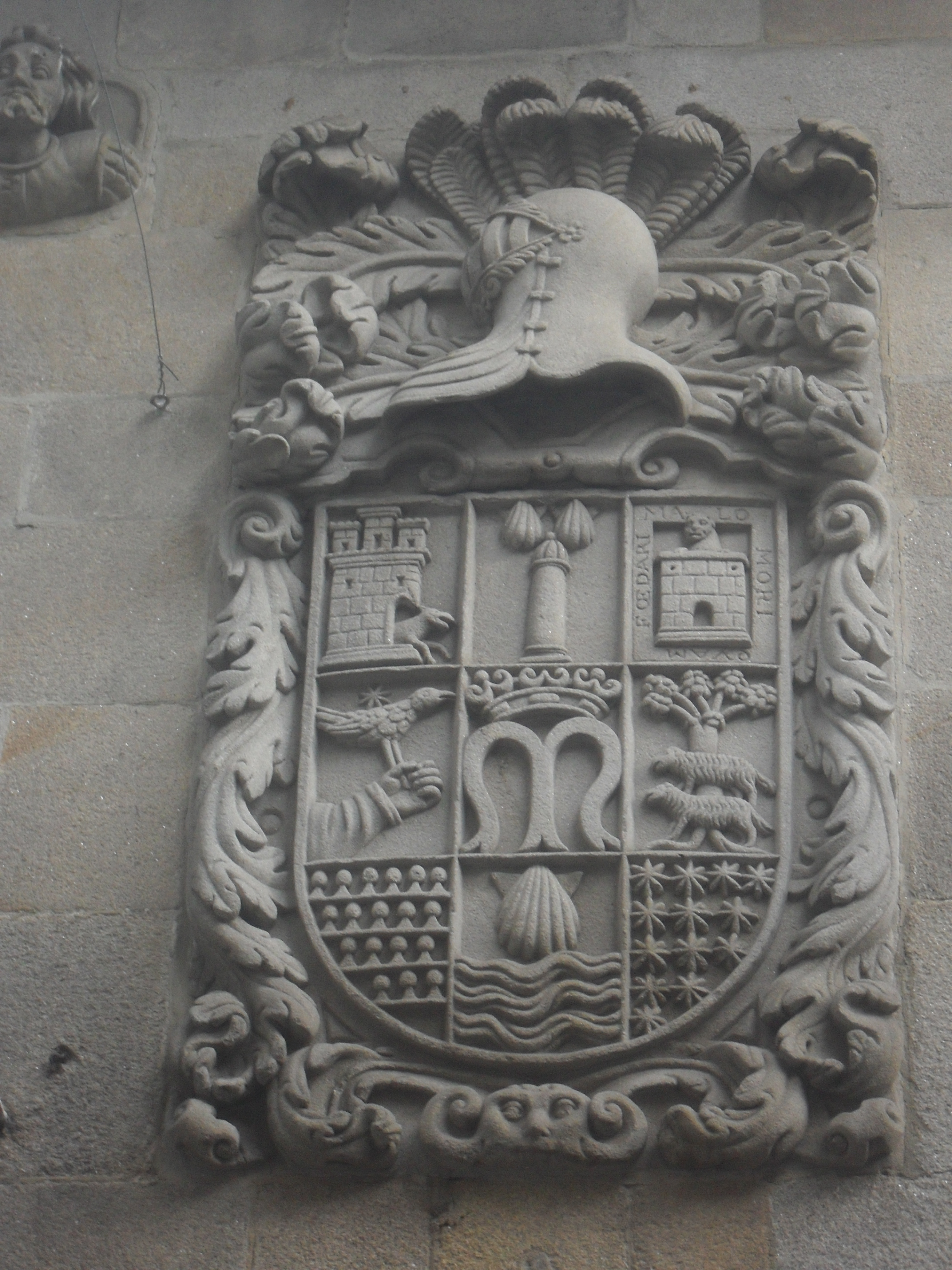
Armoiries de la Maison des Ozores
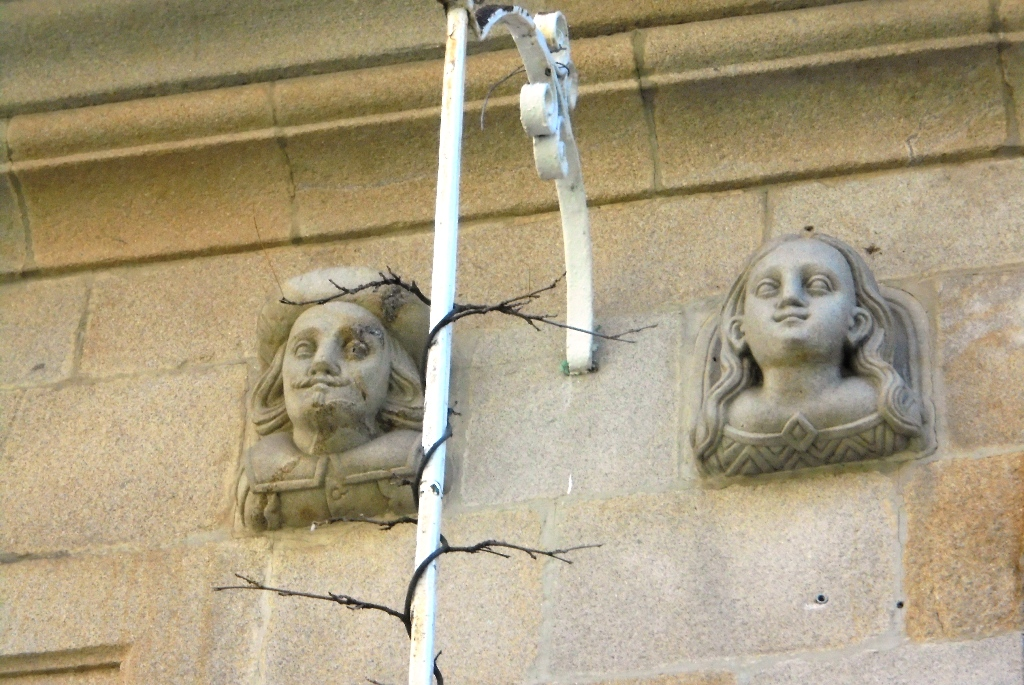
Deux des têtes Renaissance de la Maison des Ozores